# WebDrive
WebDrive — условно бесплатный FTP-клиент, а также файловый менеджер для Microsoft Windows и Mac OS X, который позволяет открывать и редактировать файлы на сервере без предварительной загрузки файлов на компьютер, разработанный South River Technologies, LLC.

## Описание
WebDrive представляет собой мощный и простой в использовании FTP-клиент для подключения к удалённым FTP-серверам как к обычным локальным дискам.
Утилита создаёт виртуальный диск, после чего происходит перенос данных с подключённого сервера на диск, из которого можно производить различные файловые операции (копирование, удаление, чтение/редактирование атрибутов и другие), как это происходит по аналогии из проводника Windows для работы с системными файлами.
FTP-клиент обладает поддержкой FTP, HTTP, WebDAV, SFTP, Amazon S3, SSL и SSH, позволяет вручную настраивать прокси-сервер, создавать временные файлы в указанной папке и многое другое.